# Robert Bloch/Bibliografie
Die folgende Bibliografie der Werke von Robert Bloch enthält jeweils Titel und Jahr der Originalausgabe, gegebenenfalls mit bibliografischen Angaben zur deutschen Erstübersetzung.
Bei unselbstständig erstmals erschienenen Werken (Kurzgeschichten etc.) wird auch der Titel des enthaltenden Werkes (Magazintitel und -ausgabe) genannt. Nicht aufgeführt sind unselbständig erschienene Essays und Gedichte. Nicht enthalten sind ferner Angaben zu aktuellen deutschen oder englischen Ausgaben. Abweichende Titel bei englischen und deutschen Veröffentlichungen werden aufgeführt, ebenso werden Neuübersetzungen aufgeführt.
Die Sortierung ist chronologisch, bei Reihen wird nach dem Erscheinungsdatum des ersten Teils sortiert. Bei gleichen Erscheinungsdaten wird alphabetisch nach Titel sortiert, wobei Artikel (englisch „The“, „A“, „An“; deutsch „Der“, „Die“, „Das“, „Ein“, „Eine“) am Titelanfang ignoriert werden.

## Serien und Zyklen
Cthulhu Mythos
- The Shambler from the Stars (in: Weird Tales, September 1935)
  - Deutsch: Das Grauen von den Sternen. In: Joachim Körber (Hrsg.): Das zweite Buch des Horrors. Heyne Allgemeine Reihe #8302, 1991, ISBN 3-453-04904-7. Auch als: Der Schlächter von den Sternen. In: James Turner (Hrsg.): Hüter der Pforten. Bastei-Lübbe, 2003, ISBN 3-404-14877-0.
- The Shadow from the Steeple (in: Weird Tales, September 1950)
  - Deutsch: Der Besucher aus dem Dunkel. In: Kurt Singer und Ray Bradbury (Hrsg.): Der Besucher aus dem Dunkel. Heyne Allgemeine Reihe #935, 1972. Auch als: Der Schemen am Kirchturm. In: James Turner (Hrsg.): Hüter der Pforten. Bastei-Lübbe, 2003, ISBN 3-404-14877-0.
- Notebook Found in a Deserted House (in: Weird Tales, May 1951; auch: Them Ones, 1957)
  - Deutsch: Das Notizbuch. In: James Turner (Hrsg.): Hüter der Pforten. Bastei-Lübbe, 2003, ISBN 3-404-14877-0.
- Strange Eons (1978)
  - Deutsch: Cthulhus Rückkehr. Übersetzt von Monika Angerhuber. Blitz (H. P. Lovecrafts Bibliothek des Schreckens #2604), 2000, ISBN 3-89840-151-0.

Lefty Feep (Kurzgeschichten)
- Gather ’Round the Flowing Bowler (in: Fantastic Adventures, May 1942)
- The Golden Opportunity of Lefty Feep (in: Fantastic Adventures, November 1942)
- Jerk the Giant Killer (in: Fantastic Adventures, October 1942)
- Lefty Feep and the Sleepy-Time Gal (in: Fantastic Adventures, Dezember 1942)
- The Little Man Who Wasn’t All There (in: Fantastic Adventures, August 1942)
  - Deutsch: Der kleine Mann, der nicht ganz da war. In: Peter Haining (Hrsg.): Ritter des Wahnsinns. Heyne SF & F #9062, 1999, ISBN 3-453-16220-X.
- The Pied Piper Fights the Gestapo (in: Fantastic Adventures, June 1942)
- Son of a Witch (in: Fantastic Adventures, September 1942)
- Time Wounds All Heels (in: Fantastic Adventures, April 1942)
- The Weird Doom of Floyd Scrilch (in: Fantastic Adventures, July 1942)
- A Horse on Lefty Feep (in: Fantastic Adventures, October 1943)
- Lefty Feep and the Racing Robot (in: Fantastic Adventures, April 1943; auch: The Racing Robot, 1987)
- Lefty Feep Catches Hell (in: Fantastic Adventures, Januar 1943)
- Nothing Happens to Lefty Feep (in: Fantastic Adventures, Februar 1943)
- You Can’t Kid Lefty Feep (in: Fantastic Adventures, August 1943)
- Lefty Feep Does Time (in: Fantastic Adventures, April 1944)
- Lefty Feep’s Arabian Nightmare (in: Fantastic Adventures, Februar 1944)
- Lefty Feep Gets Henpecked (in: Fantastic Adventures, April 1945)
- The Return of Lefty Feep (1986, in: Robert Bloch: Out of My Head)
- Lost in Time and Space with Lefty Feep, Volume One (1987, Sammlung)
- A Snitch in Time (1987, in: Robert Bloch: Lost in Time and Space with Lefty Feep, Volume One)

Margate (Kurzgeschichten)
- Nursemaid to Nightmares (in: Weird Tales, November 1942)
  - Deutsch: Die Pension der verlorenen Seelen. In: Robert Bloch: Die Pension der verlorenen Seelen. 1973.
- Black Barter (in: Weird Tales, September 1943)
- Mr. Margate’s Mermaid (in: Imaginative Tales, March 1955)

Psycho
- 1 Psycho (1959)
  - Deutsch: Kennwort Psycho. Übersetzt von Paul Baudisch. Desch (Die Mitternachtsbücher #51), München, Wien und Basel 1960, DNB 450500586. Auch als: Psycho. Übersetzt von Paul Baudisch. Heyne Allgemeine Reihe #1193, 1966.
- 2 Psycho II (1982; auch: Psycho 2, 1983)
  - Deutsch: Psycho 2. Übersetzt von Willy Thaler. Heyne-Bücher #6287, München 1987, ISBN 3-453-01832-X.
- 3 Psycho House (1990)
  - Deutsch: Psycho-Haus. Übersetzt von Peter A. Schmidt. Bastei-Verlag Lübbe (Bastei-Lübbe-Taschenbuch #13407), Bergisch Gladbach 1992, ISBN 3-404-13407-9.

## Romane
- Yours Truly—Jack the Ripper (Kurzroman in: Weird Tales, July 1943)
  - Deutsch: Ihr sehr ergebener Jack the Ripper. Übersetzt von Christiane Nogly. In: Robert Bloch: Grusel-Stories. Heyne (Heyne-Anthologien #6), München 1964, DNB 450500578. Auch als: Jack the Ripper. In: Jack the Ripper. Luther (Horror-expert #1), Baden-Baden 1971, DNB 730347621. Auch als: Hochachtungsvoll, Jack the Ripper. Übersetzt von Günter Hehemann. In: Robert Bloch: Die besten SF-Stories von Robert Bloch. Moewig, Rastatt 1980, ISBN 978-3-8118-2004-3.
- The Skull of the Marquis de Sade (Kurzroman in: Weird Tales, September 1945; auch: The Skull, 1971)
  - Deutsch: Der Schädel des Marquis. In: Helmuth W. Mommers und Arnulf D. Krauß (Hrsg.): 21 Grusel-Stories. Heyne Anthologie #21, 1966. Auch als: Der Schädel des Marquis de Sade. In: Peter Haining (Hrsg.): 17 Horror-Stories. Heyne Anthologie #43, 1974, ISBN 3-453-45016-7.
- The Scarf (1947; auch: The Scarf of Passion, 1948; überarbeitete Fassung 1966)
  - Deutsch: Der seidene Schal. Übersetzt von Willy Thaler. Heyne-Bücher #1274, München 1967, DNB 456138188. Auch als: Der Schal. Übersetzt von Willy Thaler. Diogenes-Taschenbuch #21864, Zürich 1990, ISBN 3-257-21864-8.
- The Kidnaper (1954; auch: The Kidnapper, 1988)
  - Deutsch: Die Psychofalle. Übersetzt von Reinhard Wagner. Bastei-Verlag Lübbe (Bastei-Lübbe-Taschenbuch #13520), Bergisch Gladbach 1994, ISBN 3-404-13520-2.
- The Will To Kill (1954)
- Before Egypt (Kurzroman in: Amazing Stories, Januar 1957)
- This Crowded Earth (Kurzroman in: Amazing Science Fiction Stories, Oktober 1958)
  - Deutsch: Kein Platz auf der Erde. Übersetzt von Leni Sobez. Pabel (Utopia Zukunftsroman #516), 1966.
- The Shooting Star (1958, in: Robert Bloch: The Shooting Star / Terror in the Night and Other Stories)
- The Dead Beat (1960)
- Firebug (1961)
  - Deutsch: Mit Feuer spielt man nicht. Übersetzt von Gretl Friedmann. Scherz-Krimi #334, Bern, München und Wien 1969, DNB 456138137. Auch als: Feuerengel. Übersetzt von Gretl Friedmann. Diogenes-Taschenbuch #22751, Zürich 1994, ISBN 3-257-22751-5.
- The Couch (1962)
  - Deutsch: Die Couch. Übersetzt von Rosmarie Kahn-Ackermann. Desch (Die Mitternachtsbücher #320), München, Wien und Basel 1967, DNB 456138110.
- Terror (1962)
  - Deutsch: Amok. Aus dem Amerikanischen von Hans-Joachim Rebmag. Pabel (Bestseller-Krimi #30), Rastatt/Baden 1979, DNB 790441160.
- The Star Stalker (1968)
- The Todd Dossier (1969)
- Sneak Preview (1971)
  - Deutsch: Das Regime der Psychos. Übersetzt von Walter Brumm. Heyne SF&F #3407, 1974, ISBN 3-453-30277-X. Auch als: Fiese Aussichten. In: Wolfgang Jeschke (Hrsg.): Heyne Science Fiction Jahresband 1987. Heyne SF&F #4385, 1987, ISBN 3-453-31380-1.
- It’s All in Your Mind (1971)
- Night-World (1972)
  - Deutsch: Wahnsinn mit Methode. Übersetzt von Heidi von Nagy. Scherz-classic-Krimi #502, Bern, München, Wien 1975, ISBN 3-502-50502-0. Auch als: Nacht im Kopf. Übersetzt von Monika Elwenspoek. Diogenes-Taschenbuch #21414, Zürich 1986, ISBN 3-257-21414-6.
- American Gothic (1974)
  - Deutsch: Das Haus der Toten. Übersetzt von Edgar Müller-Frantz. Heyne-Bücher #1960, München 1976, ISBN 3-453-11140-0.
- There is a Serpent in Eden (1979; auch: The Cunning, 1981)
- The Night of the Ripper (1984)
  - Deutsch: Der Ripper : Ein unheimlicher Roman. Übersetzt von Regina Rawlinson. Heyne-Bücher #6872, München 1987, ISBN 3-453-00281-4.
- Lori (1989)
  - Deutsch: Lori. Übersetzt von Kristian Lutze. Diogenes-Taschenbuch #21904, 1992, ISBN 3-257-21904-0.
- The Jekyll Legacy (1990; mit Andre Norton)

## Sammlungen
- Sea Kissed (1945)
- The Opener of the Way (1945)
- The Shooting Star / Terror in the Night and Other Stories (Sammelausgabe von Roman und Erzählband; 1958)
- Pleasant Dreams, Nightmares (1960;  auch: Pleasant Dreams/Nightmares, 1967)
  - Deutsch: Ich küsse deinen Schatten : Horrorgeschichten. Übersetzt von Kurt Bracharz. Diogenes-Taschenbuch #21771, Zürich 1989, ISBN 3-257-21771-4.
- Blood Runs Cold (1961)
- Nightmares (1961)
- Yours Truly, Jack the Ripper (1962; auch: The House of the Hatchet and Other Tales of Horror, 1965)
  - Deutsch: Jack the Ripper. Luther (Horror-expert #1), Baden-Baden 1971, DNB 730347621.
- More Nightmares (1962)
- Atoms and Evil (1962)
- Horror-7 (1963)
- Bogey Men (1963)
- Tales in a Jugular Vein (1965)
  - Deutsch: Horror-Cocktail. Übersetzt von Udo H. Schwager. Heyne (Allgemeine Reihe #856), 1974, ISBN 3-453-00187-7.
- The Skull of the Marquis de Sade (1965)
- Chamber of Horrors (1966)
- The Living Demons (1967)
  - Deutsch: Boten des Grauens. Übersetzt von Walter Brumm. Heyne Allgemeine Reihe #800, 1970.
- Ladies’ Day / This Crowded Earth (1968)
- Dragons and Nightmares (1969)
  - Deutsch: Die Pension der verlorenen Seelen. Übersetzt von Günter Treffer. Heyne Allgemeine Reihe #997, 1973.
- Fear Today, Gone Tomorrow (1971)
- House of the Hatchet (1976)
- Cold Chills (1977)
- The Best of Robert Bloch (1977)
  - Deutsch: Die besten SF-Stories von Robert Bloch. Übersetzt von Günter Hehemann. Moewig (Bibliothek Science Fiction), 1980, ISBN 3-8118-2004-4.
- The King of Terrors: Tales of Madness and Death (1977)
- The Laughter of a Ghoul / What Every Young Ghoul Should Know (1977)
- Such Stuff as Screams Are Made Of (1979)
- Pleasant Dreams (1979)
- Out of the Mouths of Graves (1979)
- Mysteries of the Worm (1981)
- Twilight Zone: The Movie (1983, Adaption der Episoden des Films Unheimliche Schattenlichter)
- Out of My Head (1986)
- Unholy Trinity (1986)
- Midnight Pleasures (1987)
- Fear and Trembling (1989)
- Screams (1989)
- Three Complete Novels: Psycho, Psycho II, Psycho House (1993)
- The Early Fears (1994)
- The Vampire Stories of Robert Bloch (1996)
- Robert Bloch: Appreciations of the Master (1997)
- Flowers From the Moon and Other Lunacies (1998)

The Selected Stories of Robert Bloch
Erschien 1990 auch unverändert als The Complete Stories of Robert Bloch.
- Volume 1: Final Reckonings (1987)
- Volume 2: Bitter Ends (1987)
- Volume 3: Last Rites (1987)

The Lost Bloch
- 1 The Devil With You! (1999)
- 2 The Lost Bloch, Volume Two: Hell on Earth (2000)
- 3 The Lost Bloch, Volume Three: Crimes and Punishments (2002)

The Reader’s Bloch
- 1 The Fear Planet and Other Unusual Destinations (2005)
- 2 Skeleton in the Closet and Other Stories (2008)

deutsche Zusammenstellungen
- 15 Grusel-Stories. Heyne-Anthologien #6, 1964.
- Die Göttin der Weisheit und andere Stories. Übersetzt von Ingrid Neumann. Moewig Terra #514, 1967.
- Der grosse Kick : Geschichten. Aus dem Amerikanischen von Jobst-Christian Rojahn. Diogenes-Taschenbuch #22708, Zürich 1994, ISBN 3-257-22708-6.

## Kurzgeschichten
1930
- The Feast in the Abbey (1930)
  - Deutsch: Das Festmahl in der Abtei. In: Frank Festa (Hrsg.): Kannibalen. Festa Horror TB #1532, 2011, ISBN 978-3-86552-126-2.

1934
- The Laughter of a Ghoul (in: The Fantasy Fan, Dezember 1934)
- Lilies (in: Marvel Tales, Winter 1934)

1935
- The Secret in the Tomb (in: Weird Tales, May 1935)
  - Deutsch: Das Geheimnis der Gruft. In: Frank Festa (Hrsg.): Zart wie Babyhaut. Festa Horror TB #1523, 2010, ISBN 978-3-86552-077-7.
- The Suicide in the Study (in: Weird Tales, June 1935)
- The Ultimate Ultimatum (in: Fantasy Magazine, August 1935)
- Black Lotus (in: Unusual Stories, Winter 1935; auch: The Black Lotus, 1958)
  - Deutsch: Schwarzer Lotos. In: Walter Spiegl (Hrsg.): Science-Fiction-Stories 19. Ullstein 2000 #33 (2924), 1972, ISBN 3-548-02924-8.

1936
- The Druidic Doom (in: Weird Tales, April 1936)
  - Deutsch: Die Rache der Druiden. In: Kurt Singer und Ray Bradbury (Hrsg.): Der Besucher aus dem Dunkel. Heyne Allgemeine Reihe #935, 1972.
- The Faceless God (in: Weird Tales, May 1936)
  - Deutsch: Der Gott ohne Gesicht. In: Robert Bloch: 15 Grusel-Stories. Heyne-Anthologien #6, 1964.
- The Grinning Ghoul (in: Weird Tales, June 1936)
  - Deutsch: Der grinsende Ghul. In: Kurt Singer (Hrsg.): Horror Band II: Klassische und moderne Geschichten aus dem Reich der Dämonen. Krüger, 1969.
- The Opener of the Way (in: Weird Tales, October 1936)
  - Deutsch: Der Öffner der Wege. In: Sten Acer (Hrsg.): Luther’s Grusel Magazin 3. Luther Grusel-Magazin #3, 1972.
- The Dark Demon (in: Weird Tales, November 1936)
- Mother of Serpents (in: Weird Tales, Dezember 1936)
  - Deutsch: Mutter der Schlangen. In: Robert Bloch: 15 Grusel-Stories. Heyne-Anthologien #6, 1964.

1937
- A Visit with H. P. Lovecraft (in: Science-Fantasy Correspondent, Januar-Februar 1937)
- The Brood of Bubastis (in: Weird Tales, March 1937)
- Fangs of Vengeance (in: Weird Tales, April 1937)
- The Mannikin (in: Weird Tales, April 1937)
- The Black Kiss (in: Weird Tales, June 1937; auch: Sea Kissed, 1945; mit Henry Kuttner)
- The Creeper in the Crypt (in: Weird Tales, July 1937)
- What Every Young Ghoul Should Know (in: Amateur Correspondent, Vol. 2 #2, September-October 1937)
- The Secret of Sebek (in: Weird Tales, November 1937)
  - Deutsch: Der Sarg-Club. In: Roger Elwood und Vic Ghidalia (Hrsg.): Zwischen Mitternacht und Jenseits. Pabel (Dämonenkiller Taschenbuch #49), 1978.
- Fane of the Black Pharaoh (in: Weird Tales, Dezember 1937)

1938
- The Eyes of the Mummy (in: Weird Tales, April 1938)
  - Deutsch: Die Augen der Mumie. (Als Tarleton Fiske). In: Helmuth W. Mommers & Arnulf D. Krauß (Hrsg.): 21 Grusel Stories – Ein Menü aus Alpträumen. Heyne (Heyne-Anthologien #21)
- Slave of the Flames (in: Weird Tales, June 1938)
- Return to the Sabbath (in: Weird Tales, July 1938)
  - Deutsch: Rückkehr zum Sabbat. In: Robert Bloch: 15 Grusel-Stories. Heyne-Anthologien #6, 1964. Auch als: Der Star aus dem Grab. In: Kurt Luif (Hrsg.): Grüße aus der Totengruft. Pabel (Vampir Taschenbuch #18), 1975.
- Secret of the Observatory (in: Amazing Stories, August 1938)
- The Mandarin’s Canaries (in: Weird Tales, September 1938)
  - Deutsch: Die Kanarienvögel des Mandarin. In: Robert Bloch: Ich küsse deinen Schatten. 1989.
- The Hound of Pedro (in: Weird Tales, November 1938)
  - Deutsch: Pedros Hund. In: Michel Parry (Hrsg.): Die Hunde der Hölle. Fischer Taschenbuch (Fischer Taschenbücher #1876), 1977, ISBN 3-436-02463-5.
- Beetles (in: Weird Tales, Dezember 1938; auch: The Beetles, 1983)
  - Deutsch: Die Käfer. In: Robert Bloch: 15 Grusel-Stories. Heyne-Anthologien #6, 1964.
- Return to Sabbath (1938)
  - Deutsch: Der Star aus dem Grab. In: Kurt Luif (Hrsg.): Grüße aus der Totengruft. Pabel Vampir-TB #18, 1975.

1939
- Waxworks (in: Weird Tales, Januar 1939; auch: Lady in Wax, 1945)
  - Deutsch: Wachsfigurenkabinett. In: Robert Bloch: 15 Grusel-Stories. Heyne-Anthologien #6, 1964.
- The Curse of the House (in: Strange Stories, February 1939)
- Death Is an Elephant (in: Weird Tales, February 1939)
- The Sorcerer’s Jewel (in: Strange Stories, February 1939)
- The Strange Flight of Richard Clayton (in: Amazing Stories, March 1939)
  - Deutsch: Richard Claytons seltsame Reise. In: Isaac Asimov und Martin H. Greenberg (Hrsg.): Die besten Stories von 1939. Moewig (Playboy Science Fiction #6727), 1982, ISBN 3-8118-6727-X.
- Death Has Five Guesses (in: Strange Stories, April 1939)
- A Question of Identity (in: Strange Stories, April 1939)
- The Red Swimmer (in: Weird Tales, April 1939)
- The Cloak (in: Unknown, May 1939)
  - Deutsch: Der Umhang. In: Edward Reavis (Hrsg.): Frankenstein wie er mordet und lacht. Bärmeier & Nikel, 1968. Auch als: Der Mantel. In: Jack the Ripper. Luther (Horror-expert #1), 1971.
- The Dark Isle (in: Weird Tales, May 1939)
- The Body and the Brain (in: Strange Stories, June 1939; mit Henry Kuttner)
- The Seal of the Satyr (in: Strange Stories, June 1939)
  - Deutsch: Das Zeichen des Satyrs. In: Robert Bloch: 15 Grusel-Stories. Heyne-Anthologien #6, 1964.
- Unheavenly Twin (in: Strange Stories, June 1939)
- Flowers from the Moon (in: Strange Stories, August 1939)
- The Man Who Walked Through Mirrors (in: Amazing Stories, August 1939)
- Pink Elephants (in: Strange Stories, August 1939)
- The Totem-Pole (in: Weird Tales, August 1939; auch: Totem Pole, 1945)
- He Waits Beneath the Sea (in: Strange Stories, October 1939)
- The Grip of Death (in: Strange Stories, Dezember 1939; mit Henry Kuttner)
- Mannikins of Horror (in: Weird Tales, Dezember 1939)
  - Deutsch: Die Männchen des Grauens. In: Kurt Singer (Hrsg.): Horror 1. Heyne Allgemeine Reihe #824, 1969. Auch als: Männchen des Schreckens. In: Kurt Singer und Ray Bradbury (Hrsg.): Der Besucher aus dem Dunkel. Heyne Allgemeine Reihe #935, 1972.

1940
- Queen of the Metal Men (in: Fantastic Adventures, April 1940)
- The Ghost-Writer (in: Weird Tales, May 1940)
- Power of the Druid (in: Strange Stories, June 1940)
- The Fiddler’s Fee (in: Weird Tales, July 1940)
- Be Yourself (in: Strange Stories, October 1940)
- Wine of the Sabbat (in: Weird Tales, November 1940)
  - Deutsch: Sabbatwein. In: Wolfhart Luther (Hrsg.): Luther’s Grusel + Horror Cabinet 12. Luther Grusel + Horror #12, 1972.

1941
- House of the Hatchet (in: Weird Tales, Januar 1941; auch: The House of the Hatchet, 1945)
  - Deutsch: Die Axt im Spukhaus. In: Robert Bloch: 15 Grusel-Stories. Heyne-Anthologien #6, 1964.
- Beauty’s Beast (in: Weird Tales, May 1941)
  - Deutsch: Affenliebe. In: Robert Bloch: Boten des Grauens. 1970.
- A Sorcerer Runs for Sheriff (in: Weird Tales, September 1941)
  - Deutsch: Ein Hexenmeister will Sheriff werden. In: Werner Star (Hrsg.): Luther’s Grusel Magazin 10. Luther, 1973. Auch als: Magischer Wahlkampf. In: Exklusive Alpträume. Pabel (Vampir Taschenbuch #4), 1974.
- A Good Knight’s Work (in: Unknown Worlds, October 1941)
  - Deutsch: Ritter ohne Furcht und Tadel. In: Axel Melhardt (Hrsg.): Pioneer 19. Austrotopia Pioneer #19, 1965. Auch als: Die alten Rittersleut. In: Robert Bloch: Die Pension der verlorenen Seelen. Heyne Allgemeine Reihe #997, 1973.
- Last Laugh (in: Startling Stories, November 1941)

1942
- The Shoes (in: Unknown Worlds, February 1942)
- Hell on Earth (in: Weird Tales, March 1942)
- Black Bargain (in: Weird Tales, May 1942)
  - Deutsch: Der Pakt mit dem Schatten. In: Robert Bloch: Boten des Grauens. 1970.
- Men Scared of Nothing (in: Fantastic Adventures, July 1942)
- A Question of Etiquette (in: Weird Tales, September 1942)
  - Deutsch: Die Hexe. In: Leo Margulies (Hrsg.): Ullstein Kriminalmagazin 10. Ullstein Krimi #1163, 1967. Auch als: Eine Frage der Etikette. In: Kurt Singer und Ray Bradbury (Hrsg.): Der Besucher aus dem Dunkel. Heyne Allgemeine Reihe #935, 1972. Auch als: Hexensabbat. In: Kurt Singer (Hrsg.): 13 Horror-Stories. Heyne-Anthologien #36, 1972.
- Murder from the Moon (in: Amazing Stories, November 1942)

1943
- The Eager Dragon (in: Weird Tales, Januar 1943)
  - Deutsch: Der eifrige Drache oder: Hermann. In: Robert Bloch: Die Pension der verlorenen Seelen. 1973.
- The Fear Planet (in: Super Science Stories, February 1943)
  - Deutsch: Planet der Furcht. In: Der Traumplanet. Pabel-Moewig (Terra Astra #240), 1976.
- It Happened Tomorrow (in: Astonishing Stories, February 1943)
  - Deutsch: Es geschah am Morgen. In: Science-Fiction-Stories 41. Ullstein 2000 #77 (3081), 1974, ISBN 3-548-03081-5.
- Phantom from the Film (in: Amazing Stories, February 1943)
- The Black Brain (in: Fantastic Adventures, March 1943)
- A Bottle of Gin (in: Weird Tales, March 1943)
- The Chance of a Ghost (in: Fantastic Adventures, March 1943)
- Never Trust a Demon (in: Amazing Stories, April 1943)
- Genie With the Light Brown Hair (in: Fantastic Adventures, May 1943)
- The Skeleton in the Closet (in: Fantastic Adventures, May 1943)
- Almost Human (in: Fantastic Adventures, June 1943)
  - Deutsch: Junior. In: Die Göttin der Weisheit und andere Stories. Moewig (Terra #514), 1967. Auch als: Fast wie ein Mensch. In: Michel Parry (Hrsg.): Frankensteins Rivalen. Pabel (Vampir Taschenbuch #66), 1978.
- Stuporman (in: Fantastic Adventures, June 1943)
- The Goon from Rangoon (in: Fantastic Adventures, July 1943)
- The Machine That Changed History (in: Science Fiction Stories, July 1943)
- Fairy Tale (in: Fantastic Adventures, August 1943)
- Mystery of the Creeping Underwear (in: Fantastic Adventures, October 1943)

1944
- It’s a Small World (in: Amazing Stories, March 1944)
- Iron Mask (in: Weird Tales, May 1944)
- The Beasts of Barsac (in: Weird Tales, July 1944)
  - Deutsch: Die Bestien von Barsac. In: Robert Bloch: Boten des Grauens. 1970.
- The Devil’s Ticket (in: Weird Tales, September 1944)
- The Bat Is My Brother (in: Weird Tales, November 1944)
  - Deutsch: Die Fledermaus ist mein Bruder. In: Michel Parry (Hrsg.): Draculas Rivalen. Pabel (Vampir Taschenbuch #70), 1979.

1945
- The Man Who Cried „Wolf!“ (in: Weird Tales, May 1945)
  - Deutsch: Eine Frau wie Lisa. In: Günter M. Schelwokat (Hrsg.): 7 Werwolf-Stories. Heyne-Anthologien #27, 1968. Auch als: Der Werwolf. In: Kurt Singer und Ray Bradbury (Hrsg.): Der Besucher aus dem Dunkel. Heyne Allgemeine Reihe #935, 1972.
- One Way to Mars (in: Weird Tales, July 1945)
  - Deutsch: Mars einfach. In: Robert Bloch: Ich küsse deinen Schatten. 1989.
- Soul Proprietor (in: Weird Tales, November 1945)

1946
- But Doth Suffer (in: Science*Fiction, #1, Januar, 1946)
- Satan’s Phonograph (in: Weird Tales, Januar 1946)
- The Bogey Man Will Get You (in: Weird Tales, March 1946)
- Frozen Fear (in: Weird Tales, May 1946)
- Tree’s a Crowd (in: Fantastic Adventures, July 1946)
- Enoch (in: Weird Tales, September 1946)
  - Deutsch: Henoch, der Eingeweihte. In: Robert Bloch: 15 Grusel-Stories. Heyne-Anthologien #6, 1964. Auch als: Die Mörderratte im Gehirn. In: Michel Parry (Hrsg.): Lautlos schleicht das Grauen. Pabel (Vampir Taschenbuch #22), 1975. Auch als: Enoch. In: Robert Bloch: Die besten SF-Stories von Robert Bloch. 1980.
- Lizzie Borden Took an Axe… (in: Weird Tales, November 1946)
  - Deutsch: Lizzie Borden mit dem Beile. In: Peter Haining (Hrsg.): Visionen des Grauens. Pabel (Vampir Taschenbuch #2), 1973.
- Skeleton in My Closet (in: Dime Mystery Magazine, November 1946)

1947
- Sweets to the Sweet (in: Weird Tales, March 1947)
  - Deutsch: Die süße Puppe. In: Robert Bloch: 15 Grusel-Stories. Heyne-Anthologien #6, 1964. Auch als: Ein süßes Püppchen. In: Isaac Asimov (Hrsg.): Zauberwelt der Fantasy. Bastei-Lübbe Paperback #28149, 1986, ISBN 3-404-28149-7. Auch als: Zucker für die Süße. In: Robert Bloch: Ich küsse deinen Schatten. 1989.
- The Mad Scientist (in: Fantastic Adventures, September 1947)
- The Cheaters (in: Weird Tales, November 1947)
  - Deutsch: Die Kieker. In: Kurt Singer (Hrsg.): Horror 5. Heyne (Allgemeine Reihe #5153), 1975, ISBN 3-453-00491-4. Auch als: Die Schwindlerbrille. In: Kurt Singer (Hrsg.): Satansbraten a la Carte. Pabel Vampir-TB #59, 1978. Auch als: Die Brille. In: Robert Bloch: Ich küsse deinen Schatten. 1989.

1948
- Strictly from Mars (in: Amazing Stories, February 1948)
- Catnip (in: Weird Tales, March 1948)
  - Deutsch: Katzenjammer. In: Robert Bloch: Die besten SF-Stories von Robert Bloch. 1980. Auch als: Katzenkraut. In: Robert Bloch: Ich küsse deinen Schatten. 1989.
- The Indian Spirit Guide (in: Weird Tales, November 1948)
  - Deutsch: Von einem Geist skalpiert. In: Robert Bloch: Boten des Grauens. 1970.
- Change of Heart (in: The Arkham Sampler, Autumn 1948)

1949
- The Sorcerer’s Apprentice (in: Weird Tales, Januar 1949)
  - Deutsch: Der Zauberlehrling. In: Robert Bloch: 15 Grusel-Stories. Heyne-Anthologien #6, 1964.
- The Unspeakable Betrothal (in: Avon Fantasy Reader, No. 9, 1949)
  - Deutsch: Boten des Grauens. In: Robert Bloch: Boten des Grauens. 1970. Auch als: Schatten vor dem Fenster. In: Michel Parry (Hrsg.): Lautlos schleicht das Grauen. Pabel (Vampir Taschenbuch #22), 1975.
- The Strange Island of Dr. Nork (in: Weird Tales, March 1949; auch: The Strange Island of Doctor Nork, 1975)
  - Deutsch: Die seltsame Insel des Doktor Nork. In: Manfred Kluge (Hrsg.): Frankenstein. Heyne Allgemeine Reihe #9280, 1995, ISBN 3-453-08523-X.
- Floral Tribute (in: Weird Tales, July 1949)
  - Deutsch: Blumen von Gräbern. In: Werner Star (Hrsg.): Luther’s Grusel Magazin 7. Luther Grusel-Magazin #7, 1972.
- Satan’s Servants (1949, in: H. P. Lovecraft (Hrsg.): Something About Cats and Other Pieces)
  - Deutsch: Die Diener Satans. In: H. P. Lovecraft (Hrsg.): Der geflügelte Tod. Festa (H. P. Lovecrafts Bibliothek des Schreckens #2646), 2017, ISBN 978-3-86552-572-7.

1950
- All Else Is Dust (in: Amazing Stories, March 1950)
- Girl from Mars (in: Fantastic Adventures, March 1950; auch: The Girl from Mars, 1967)
  - Deutsch: Marsmädchen haben spitze Zähne. In: Robert Bloch: Boten des Grauens. 1970.
- Let’s Do It My Way (in: Amazing Stories, May 1950)
- Tell Your Fortune (in: Weird Tales, May 1950)
  - Deutsch: Wenn die schwarze Katze deinen Weg kreuzt. In: Robert Bloch: Boten des Grauens. 1970.
- Tooth or Consequences (in: Amazing Stories, May 1950)
- End of Your Rope (in: Fantastic Adventures, July 1950)
- The Weird Tailor (in: Weird Tales, July 1950)
- „The Devil with You!“ (in: Fantastic Adventures, August 1950; auch: Black Magic Holiday, 1955)
- The Head Hunter (1950)
  - Deutsch: Der Kopfjäger. In: Peter Haining (Hrsg.): 22 Alptraum-Stories. Heyne Anthologie #45, 1975, ISBN 3-453-45018-3.

1951
- The Hungry House (in: Imagination, April 1951)
  - Deutsch: Das unersättliche Haus. In: Robert Bloch: 15 Grusel-Stories. Heyne-Anthologien #6, 1964. Auch als: Das hungrige Haus. In: Robert Bloch: Die besten SF-Stories von Robert Bloch. 1980.
- Hell’s Angel (in: Imagination, June 1951)
- The Tin You Love to Touch (in: Other Worlds Science Stories, June and July 1951)
- The Dead Don’t Die! (in: Fantastic Adventures, July 1951)
- My Struggle by Floyd Scrilch as told to Robert Bloch (in: Other Worlds Science Stories, September 1951)
- The End of Science-Fiction (in: Other Worlds Science Stories, October 1951)
- The Man Who Collected Poe (in: Famous Fantastic Mysteries, October 1951)
  - Deutsch: Der Mann, der Poe sammelte In: Josh Pachter (Hrsg.): Top Fantasy: Zweiter Teil. Heyne SF&F #4518, 1988, ISBN 3-453-02775-2.
- My Further Struggles by Floyd Scrilch (in: Science-Fiction Five-Yearly, #1, November 1951)
- The Night They Crashed the Party (in: Weird Tales, November 1951)
- The Tchen-Lam’s Vengeance (in: Other Worlds Science Stories, Dezember 1951)
  - Deutsch: Mörderische Schönheit. In: Kai Boß (Hrsg.): Luther’s Grusel + Horror Cabinet 5. Luther Grusel + Horror #5, 1975.

1952
- Lucy Comes to Stay (in: Weird Tales, Januar 1952; auch: „Lucy Comes To Stay“, 1967)
  - Deutsch: Lucy und ich. In: Helmuth W. Mommers und Arnulf D. Krauß (Hrsg.): 22 Horror-Stories. Heyne-Anthologien #16, 1966. Auch als: Das Gelächter einer Irren. In: Robert Bloch: Boten des Grauens. 1970. Auch als: Bleib bei mir, Lucy. In: Werner Star (Hrsg.): Luther’s Grusel Magazin 5. Luther Grusel-Magazin #5, 1972.

1953
- The Lighthouse (in: Fantastic, Januar-Februar 1953; auch: The Light-House, 1960; mit Edgar Allan Poe)
- The Proxy Head (in: Science-Fiction Plus, May 1953)
  - Deutsch: Der Robotspion. In: Sam Moskowitz und Roger Elwood (Hrsg.): Der Robotspion. Heyne SF&F #3150, 1969.
- Constant Reader (in: Universe Science Fiction, Jun 1953)
  - Deutsch: Die Welt des Intellekts. In: Die Göttin der Weisheit und andere Stories. Moewig (Terra #514), 1967. Auch als: Märchenwelt. In: Walter Spiegl (Hrsg.): Science-Fiction-Stories 45. Ullstein 2000 #85 (3109), 1975, ISBN 3-548-03109-9. Auch als: Der Bücherwurm. In: Christian Dörge (Hrsg.): Schicksal im Sand. Apex Galaxy SF #22, 2019, ISBN 978-3-7502-4942-4.
- The Thinking Cap (in: Other Worlds Science Stories, June 1953)
  - Deutsch: Der magische Helm. In: Margaret L. Carter (Hrsg.): Horror-Love. Heyne Allgemeine Reihe #5038, 1973, ISBN 3-453-00359-4.
- The Dream Makers (in: Beyond Fantasy Fiction, September 1953; auch: The Dream-Makers, 1960)
- Let’s Do It for Love (in: Fantastic, November-Dezember 1953)
- The Pin (1953, in: Amazing Stories, Dezember 1953-Januar 1954)

1954
- Mr. Steinway (in: Fantastic, April 1954)
  - Deutsch: Mr. Steinway. In: Robert Bloch: 15 Grusel-Stories. Heyne-Anthologien #6, 1964.
- The Goddess of Wisdom (in: Fantastic Universe, May 1954)
  - Deutsch: Die Göttin der Weisheit. In: Die Göttin der Weisheit und andere Stories. Moewig (Terra #514), 1967.
- Grandma Goes to Mars (in: Amazing Stories, November 1954)
- The Past Master (1954; auch: The Past Master (Part 1 of ?), 1995)
  - Deutsch: Die alten Meister. In: Die Schreckenswaffe. Pabel (Utopia Zukunftsroman #461), 1965. Auch als: Der letzte Meister. In: Robert Bloch: Horror-Cocktail. 1974.

1955
- Comfort Me, My Robot (in: Imagination, Januar 1955)
- I Do Not Love Thee, Doctor Fell (in: The Magazine of Fantasy and Science Fiction, March 1955)
- You Could Be Wrong (in: Amazing Stories, March 1955)
  - Deutsch: Ersatz. In: Die Göttin der Weisheit und andere Stories. Moewig (Terra #514), 1967.
- The Miracle of Ronald Weems (in: Imaginative Tales, May 1955)
- The Big Binge (in: Imaginative Tales, July 1955)
- Where the Buffalo Roam (in: Other Worlds Science Stories, July 1955)
- Have Tux—Will Travel (in: Infinity Science Fiction, November 1955)

1956
- I Like Blondes (in: Playboy, Januar 1956)
  - Deutsch: Blondinen finde ich zum Anbeißen. In: Robert Bloch: Die besten SF-Stories von Robert Bloch. 1980. Auch als: Ich mag Blondinen. In: Josh Pachter (Hrsg.): Top Science Fiction: Zweiter Teil. Heyne SF&F #4517, 1988, ISBN 3-453-02774-4.
- You Got to Have Brains (in: Fantastic Universe, Januar 1956)
- Dead-End Doctor (in: Galaxy Science Fiction, Februar 1956)
  - Deutsch: Der letzte Psychiater. In: Walter Ernsting (Hrsg.): Galaxy 6. Heyne SF&F #3077, 1966.
- I Kiss Your Shadow (in: The Magazine of Fantasy and Science Fiction, April 1956)
  - Deutsch: Ich küsse deinen Schatten. In: Robert Bloch: 15 Grusel-Stories. Heyne-Anthologien #6, 1964. Auch als: Ich küßte nur ihren Schatten. In: Roger Elwood und Vic Ghidalia (Hrsg.): Zwischen Mitternacht und Jenseits. Pabel (Dämonenkiller Taschenbuch #49), 1978.
- All on a Golden Afternoon (in: The Magazine of Fantasy and Science Fiction, June 1956)
  - Deutsch: Der Zehntausend-Dollar-Traum. In: Die Göttin der Weisheit und andere Stories. Moewig (Terra #514), 1967. Auch als: Träume zu verkaufen. In: Robert Bloch: Die besten SF-Stories von Robert Bloch. 1980.
- Founding Fathers (in: Fantastic Universe, July 1956)
  - Deutsch: Rechenfehler. In: Robert Bloch: Horror-Cocktail. 1974.
- Corn-Fed Genius (in: Amazing Stories, August 1956)
- String of Pearls (in: The Saint Detective Magazine August 1956)
  - Deutsch: Die Perlenkette. In: Werner Star (Hrsg.): Luther’s Grusel Magazin 8. Luther Grusel-Magazin #8, 1972.
- Water’s Edge (in: Mike Shayne Mystery Magazine, September 1956)
  - Deutsch: Am Ufer. In: Joachim Körber (Hrsg.): Ratten. Heyne (Allgemeine Reihe #8768), 1979, ISBN 3-453-06405-4.
- Try This for Psis (in: The Magazine of Fantasy and Science Fiction, October 1956)
- A Way of Life (in: Fantastic Universe, October 1956)
  - Deutsch: Die Welt der Fans. In: Hans Stefan Santesson (Hrsg.): Die Mächtigen des Universums. Heyne SF&F #3142, 1969.
- The Deadliest Art (1956)
  - Deutsch: Schrei aus dem Nebenzimmer. In: Sten Acer (Hrsg.): Luther’s Grusel Magazin 1. Luther Grusel-Magazin #1, 1972. Auch als: Dreimal recht tödlich. In: Robert Bloch: Horror-Cocktail. 1974.
- A Good Imagination (1956)
  - Deutsch: Der Segen einer reichen Phantasie. In: Dolly Dolittle (Hrsg.): Dolly Dolittle’s Crime Club. Diogenes, 1971. Auch als: Fantasie muß man haben. In: Larry T. Shaw (Hrsg.): Terror. Heyne Allgemeine Reihe #960, 1972.
- Terror in the Night (1956)
  - Deutsch: Schrecken in der Nacht. In: Sten Acer (Hrsg.): Luther’s Grusel Magazin 4. Luther Grusel-Magazin #4, 1972.

1957
- The Real Bad Friend (in: Mike Shayne Mystery Magazine, February 1957)
  - Deutsch: Ein wirklich schlechter Freund. In: Werner Star (Hrsg.): Luther’s Grusel Magazin 6. Luther Grusel-Magazin #6, 1972.
- The Traveling Salesman (in: Playboy, February 1957)
- Man With a Hobby (in: Alfred Hitchcock’s Mystery Magazine, March 1957)
  - Deutsch: Mann mit Hobby. In: Werner Star (Hrsg.): Luther’s Grusel Magazin 8. Luther Grusel-Magazin #8, 1972.
- The Proper Spirit (in: The Magazine of Fantasy and Science Fiction, March 1957)
  - Deutsch: Der zuständige Geist. In: Robert Bloch: 15 Grusel-Stories. Heyne-Anthologien #6, 1964. Auch als: Der rechte Geist. In: Robert Bloch: Ich küsse deinen Schatten. 1989.
- Welcome, Stranger (in: Satellite Science Fiction, April 1957)
- Dig That Crazy Grave! (in: Ellery Queen’s Mystery Magazine, June 1957)
- Terror Over Hollywood (in: Fantastic Universe, June 1957)
  - Deutsch: Die ganz oben. In: Robert Bloch: Horror-Cocktail. 1974.
- Alternate Universe (in: Super-Science Fiction, August 1957)
- Luck Is No Lady (in: Alfred Hitchcock’s Mystery Magazine, August 1957)
  - Deutsch: Das Glück ist keine Dame. In: Werner Star (Hrsg.): Luther’s Grusel Magazin 5. Luther Grusel-Magazin #5, 1972.
- Crime in Rhyme (in: Ellery Queen’s Mystery Magazine, October 1957)
- The Cure (in: Playboy, October 1957)
- The Tempter (in: Satellite Science Fiction, October 1957)
- Sock Finish (in: Ellery Queen’s Mystery Magazine, November 1957)
- Broomstick Ride (in: Super-Science Fiction, Dezember 1957)
  - Deutsch: Ritt auf dem Besenstiel. In: Robert Bloch: Die besten SF-Stories von Robert Bloch. 1980.
- Rhyme Never Pays (1957)
  - Deutsch: Herr Stift nimmt Gift. In: Helmuth W. Mommers und Arnulf D. Krauß (Hrsg.): 22 Horror-Stories. Heyne Anthologie #26, 1967.

1958
- Daybroke (in: Star Science Fiction, Januar 1958)
- How Bug-Eyed Was My Monster (in: The Magazine of Fantasy and Science Fiction, March 1958)
- The Sleeping Redheads (in: Swank, March 1958; auch: Sleeping Beauty, 1960)
  - Deutsch: Schlafende Schönheit. In: Robert Bloch: Ich küsse deinen Schatten. 1989.
- Is Betsy Blake Still Alive? (in: Ellery Queen’s Mystery Magazine, April 1958; auch: Betsy Blake Will Live Forever, 1987)
- A Killing in the Market (in: Alfred Hitchcock’s Mystery Magazine, May 1958)
  - Deutsch: Der Mann mit den goldenen Händen. In: Ullstein Kriminalmagazin 7. Ullstein Krimi #950, 1964.
- Spawn of the Dark One (in: Fantastic, May 1958; auch: Sweet Sixteen, 1960)
- Two by Two (in: Fantastic, May 1958)
- Hungarian Rhapsody (in: Fantastic, June 1958)
  - Deutsch: Ungarische Rhapsodie. In: Robert Bloch: Ich küsse deinen Schatten. 1989.
- Red Moon Rising (in: Amazing Science Fiction Stories, June 1958)
- Terror in Cut-Throat Cove (in: Fantastic, June 1958)
- Egghead (in: Fantastic Universe, July 1958)
- Report on Sol III (in: Amazing Science Fiction Stories, July 1958)
- Word of Honor (in: Playboy, August 1958)
  - Deutsch: Die Stunde der Wahrheit. In: Robert Bloch: Die besten SF-Stories von Robert Bloch. 1980.
- That Hell-Bound Train (in: The Magazine of Fantasy and Science Fiction, September 1958; auch: The Hell-Bound Train, 1964)
  - Deutsch: Der Zug zur Hölle. In: Robert Bloch: Die besten SF-Stories von Robert Bloch. 1980. Auch als: Express zur Hölle. In: Dolly Dolittle (Hrsg.): Dolly Dolittle’s Crime Club 5. Diogenes detebe #21564, 1988, ISBN 3-257-21564-9.
- That Old Black Magic (in: Mike Shayne Mystery Magazine, September 1958)
- Block That Metaphor (in: Galaxy Magazine, October 1958)
- A Lesson for the Teacher (in: Fantastic, October 1958)
- F.O.B. Venus (in: Fantastic, November 1958)
- Spawn of the Dark One (1958)
  - Deutsch: Höllenbrut. In: Peter Haining (Hrsg.): 15 Satan-Stories. Heyne Anthologie #47, 1975, ISBN 3-453-45020-5.

1959
- The Screaming People (in: Fantastic, Januar 1959)
- The Hungry Eye (in: Fantastic, May 1959)
- Show Biz (in: Ellery Queen’s Mystery Magazine, May 1959)
- The Gloating Place (in: Rogue, June 1959)
  - Deutsch: Die häßliche Susie. In: Helmuth W. Mommers und Arnulf D. Krauß (Hrsg.): 22 Horror-Stories. Heyne Anthologie #16, 1965.
- The Big Kick (in: Rogue, July 1959)
- The Last Plea (in: Fantastic, July 1959)
- Night School (in: Rogue, August 1959)
  - Deutsch: Kain und Abel. In: Robert Bloch: Horror-Cocktail. 1974.
- Sneak Preview (in: Amazing Science Fiction Stories, November 1959)
  - Deutsch: Fiese Aussichten. In: Wolfgang Jeschke (Hrsg.): Heyne Science Fiction Jahresband 1987. Heyne SF&F #4385, 1987, ISBN 3-453-31380-1.
- Sabbatical (in: Galaxy Magazine, Dezember 1959)
  - Deutsch: Studienreise. In: Robert Bloch: Horror-Cocktail. 1974.

1960
- The Funnel of God (in: Fantastic Science Fiction Stories, Januar 1960)
- The Show Must Go On (in: Mike Shayne Mystery Magazine, Januar 1960)
- Beep No More, My Lady (in: Fantastic Universe, March 1960)
- The Man Who Murdered Tomorrow (in: Amazing Science Fiction Stories, March 1960)
- The Bald-Headed Mirage (in: Amazing Science Fiction Stories, June 1960)
- The Masterpiece (in: Rogue, June 1960)
  - Deutsch: Das Meisterwerk. In: Josh Pachter (Hrsg.): Top Horror. Heyne Die unheimlichen Bücher #20, 1984, ISBN 3-453-44074-9.
- A Matter of Life (in: Keyhole Mystery Magazine, June 1960)
- The Covenant (Teil 5, in: Fantastic Science Fiction Stories, July 1960)
- Pin-Up Girl (in: Shock—The Magazine of Terrifying Tales, July 1960)
- Talent (in: If, July 1960)
- The World-Timer (in: Fantastic Science Fiction Stories, August 1960)
  - Deutsch: Zeitkapseln. In: Robert Bloch: Die besten SF-Stories von Robert Bloch. 1980.
- Final Performance (in: Shock—The Magazine of Terrifying Tales, September 1960; auch: The Final Performance, 1961)
- Double-Cross (1960)
  - Deutsch: Partnertausch. In: Robert Bloch: Horror-Cocktail. 1974.
- The Dream-Makers (1960)
  - Deutsch: Die Traumfabrikanten. In: Robert Bloch: Ich küsse deinen Schatten. 1989.
- The Light-House (1960)
  - Deutsch: Der Leuchtturm. In: Robert Bloch: Ich küsse deinen Schatten. 1989.
- Pin-Up-Girl (1960)
  - Deutsch: Das Geschenk. In: Robert Bloch: Horror-Cocktail. 1974.

1961
- Philtre Tip (in: Rogue, March 1961)
- A Home Away from Home (in: Alfred Hitchcock’s Mystery Magazine, June 1961)
  - deutsch: Ein Heim für Natalie (in: Ein wirklich schlechter Freund, 1979)
- Crime Machine (in: Galaxy Magazine, October 1961)
- The Man Who Looked Like Napoleon (in: Ellery Queen’s Mystery Magazine, October 1961)
- The Model Wife (in: Swank, November 1961)

1962
- Edifice Complex (1962, in: Robert Bloch: Atoms and Evil)
- The Professor Plays It Square (1962, in: Robert Bloch: Atoms and Evil)
- Wheel and Deal (1962, in: Robert Bloch: Atoms and Evil)
- Under the Horns (1962, in: August Derleth (Hrsg.): Dark Mind, Dark Heart)

1963
- Memo to a Movie-Maker (1963, in: Robert Bloch: Bogey Men)
- The Living End (in: The Saint Detective Magazine May 1963)
- Deadly Joker (in: The Saint Detective Magazine August 1963; auch: Impractical Joker, 1966)
- The Old College Try (1963, in: Gamma 2)
- Beelzebub (in: Playboy, Dezember 1963); deutsch Rowohlt, Reinbek 1981.

deutsche Veröffentlichung:
- Ein Film wird geboren. In: Guntram Ohmacht, Manfred Alex, Thomas Schlück und Wolfgang Thadewald (Hrsg.): Sol 35. SF-Gruppen BBHH Sol #35, 1963.

1964
- The Same Channels (1964)
  - Deutsch: Die gleiche Wellenlänge. In: Sten Acer (Hrsg.): Luther’s Grusel Magazin 2. Luther Grusel-Magazin #2, 1972.
- Second Coming (1964, in: Taboo)

1965
- The Man Who Knew Women (1965, in: Robert Bloch: The Skull of the Marquis de Sade)
- A Quiet Funeral (1965, in: Robert Bloch: The Skull of the Marquis de Sade)

1966
- The Plot is the Thing (in: The Magazine of Fantasy and Science Fiction, July 1966)
  - Deutsch: King Kong kehrt zurück. In: Robert Bloch: Boten des Grauens. 1970.
- Life in Our Time (in: Ellery Queen’s Mystery Magazine, October 1966)
  - Deutsch: Harrys Zeitkapsel. In: Robert Bloch: Boten des Grauens. 1970.
- Fat Chance (1966, in: Robert Bloch: Chamber of Horrors)
- „Frozen Fear“ (1966, in: Robert Bloch: Chamber of Horrors)
- The Head Hunter (1966, in: Robert Bloch: Chamber of Horrors; auch: The Head Man, 1987; auch: Head Man, 1981)
- Method for Murder (1966, in: Robert Bloch: Chamber of Horrors)
- Pride Goes – (1966, in: Robert Bloch: Chamber of Horrors)
- Two of a Kind (1966, in: Robert Bloch: Chamber of Horrors)
- The Unpardonable Crime (1966, in: Robert Bloch: Chamber of Horrors)
- Untouchable (1966, in: Robert Bloch: Chamber of Horrors)

1967
- The Living Dead (in: Ellery Queen’s Mystery Magazine, April 1967; auch: Underground)
  - Deutsch: Tod eines Vampirs. In: Robert Bloch: Boten des Grauens. 1970. Auch als: Der lebende Tote. In: Peter Haining (Hrsg.): Stunde der Vampire. Fischer Taschenbuch (Fischer Taschenbücher #1527), 1974, ISBN 3-436-02002-8.
- A Toy for Juliette (1967, in: Harlan Ellison (Hrsg.): Dangerous Visions)
  - Deutsch: Ein Spielzeug für Juliette. In: Harlan Ellison (Hrsg.): 15 Science Fiction-Stories. Heyne-Anthologien #32, 1970.
- The Living Dead (1967)
  - Deutsch: Der lebende Tote. In: Peter Haining (Hrsg.): Stunde der Vampire. Fischer Taschenbuch (Fischer Taschenbücher #1527), 1974, ISBN 3-436-02002-8.

1968
- Sales of a Deathman (in: Galaxy Magazine, February 1968)
- The Gods Are Not Mocked (in: Ellery Queen’s Mystery Magazine, August 1968)
- Ladies’ Day (1968, in: Robert Bloch: Ladies’ Day / This Crowded Earth)

1969
- How Like a God (in: Galaxy Magazine, April 1969)
- Groovyland (in: If, May 1969)
- The Movie People (in: The Magazine of Fantasy and Science Fiction, October 1969)
  - Deutsch: Filmleute. In: Robert Bloch: Die besten SF-Stories von Robert Bloch. 1980.

1970
- Double Whammy (in: Fantastic, February 1970; auch: The Double Whammy, 1977)
  - Deutsch: Der Fluch. In: Richard Davis (Hrsg.): Horror Stories. Langen Müller, 1975, ISBN 3-7844-1574-1.
- In the Cards (in: Worlds of Fantasy, Winter 1970)

deutsche Veröffentlichung:
- Das Opfer. In: Ulrich Karl Dreikandt (Hrsg.): Schwarze Messen. Hanser (Bibliotheca Dracula), 1970.

1971
- The Animal Fair (in: Playboy, May 1971)
  - Deutsch: Die Tierschau. In: Richard Davis (Hrsg.): Horror Stories. Langen Müller, 1975, ISBN 3-7844-1574-1.
- The Oracle (in: Penthouse, May 1971)
  - Deutsch: Das Orakel. In: Robert Bloch: Die besten SF-Stories von Robert Bloch. 1980.
- The Play’s the Thing (in: Alfred Hitchcock’s Mystery Magazine, May 1971)
- The Funny Farm (1971, in: August Derleth (Hrsg.): Dark Things)

1972
- Ego Trip (in: Penthouse, March 1972)
- The Old Switcheroo (in: Worlds of If, March-April 1972)
- Forever and Amen (1972, in: Roger Elwood (Hrsg.): And Walk Now Gently Through the Fire and Other Science Fiction Stories)
- Catspaw (1972; mit James Blish)
  - Deutsch: Die Katze. In: James Blish: Enterprise 10. Williams SF #10, 1973, ISBN 3-8071-0036-9.
- Wolf in the Fold (1972; mit James Blish)
  - Deutsch: Der Wolf in der Hürde. In: James Blish: Enterprise 11. Williams SF #11, 1973, ISBN 3-8071-0037-7.
- The Wolf in the Fold (1972; mit James Blish)
  - Deutsch: Der Wolf in der Hürde. In: James Blish: Der Doppelgänger. Goldmann SF Enterprise #23738, 1973, ISBN 3-442-23738-6.

1973
- See How They Run (in: Ellery Queen’s Mystery Magazine, April 1973)
- Space-Born (1973, in: Roger Elwood (Hrsg.): Children of Infinity)

1974
- The Learning Maze (1974, in: Roger Elwood (Hrsg.): The Learning Maze and Other Science Fiction)

1975
- The Model (in: Gallery, November 1975)
  - Deutsch: Das Model. In: Jeff Gelb und Lonn Friend (Hrsg.): Hot Blood: Bis dass der Tod euch vereint. Festa Horror TB #1519, 2007, ISBN 978-3-86552-074-6.
- What Are Little Girls Made of? (1975; mit James Blish)
  - Deutsch: Woraus sind kleine Mädchen gemacht? In: James Blish: Der Junker von Gothos. Moewig Terra Astra #285, 1977.

1976
- A Most Unusual Murder (in: Ellery Queen’s Mystery Magazine, March 1976)
- A Case of the Stubborns (in: The Magazine of Fantasy and Science Fiction, October 1976)
  - Deutsch: Altersstarrsinn. In: Manfred Kluge (Hrsg.): Jupiters Amboß. Heyne SF&F #3587, 1978, ISBN 3-453-30482-9.
- The Head (1976, in: Terry Carr (Hrsg.): The Ides of Tomorrow: Original Science Fiction Tales of Horror)
- Crook of the Month (in: Alfred Hitchcock’s Mystery Magazine, November 1976)
- ETFF (in: Odyssey, Spring 1976)
- The Warm Farewell (1976, in: Kirby McCauley (Hrsg.): Frights)
  - Deutsch: Ein warmherziger Abschied. In: Uwe Luserke (Hrsg.): Wehe, wehe, wenn ich auf das Ende sehe. Bastei-Lübbe, 1995, ISBN 3-404-13714-0.

1977
- But First These Words (in: The Magazine of Fantasy & Science Fiction, May 1977)
- Nina (in: The Magazine of Fantasy and Science Fiction, June 1977)
  - Deutsch: Nina. In: Edward L. Ferman, Anne Devereaux Jordan (Hrsg.): Die besten Horror-Stories. Droemer Knaur (Knaur Horror #1835), 1989, ISBN 3-426-01835-7.
- The Closer of the Way (1977, in: Stuart David Schiff (Hrsg.): Whispers: An Anthology of Fantasy and Horror)
  - Deutsch: Der Schließer der Wege. In: Malte S. Sembten, Uwe Sommerlad (Hrsg.): "Necropolitan #3", Mai 1993
- What You See Is What You Get (in: The Magazine of Fantasy and Science Fiction, October 1977)
  - Deutsch: Du kriegst, was du siehst. In: Manfred Kluge (Hrsg.): Die Trägheit des Auges. Heyne SF&F #3659, 1979, ISBN 3-453-30574-4.

1978
- Oh Say Can You See – (1978, in: Ben Bova (Hrsg.): Analog Yearbook)
- Picture (1978, in: Charles L. Grant (Hrsg.): Shadows)
- The Spoiled Wife (1978, in: Roy Torgeson (Hrsg.): Chrysalis 3)
  - Deutsch: Die verdorbene Frau. In: Roy Torgeson (Hrsg.): Die verdorbene Frau. Moewig (Playboy Science Fiction #6720), 1981, ISBN 3-8118-6720-2.

1979
- The Tunnel of Love (1979, in: Robert Bloch: Such Stuff as Screams Are Made Of)
- Freak Show (in: The Magazine of Fantasy & Science Fiction, May 1979)
  - Deutsch: Eine irre Show. In: Manfred Kluge (Hrsg.): Eine irre Show. Heyne SF&F #3811, 1981, ISBN 3-453-30713-5.
- All in the Family (1979, in: Robert Bloch: Out of the Mouths of Graves)
- The Beautiful People (1979, in: Robert Bloch: Out of the Mouths of Graves)
- His and Hearse (1979, in: Robert Bloch: Out of the Mouths of Graves)
- Hobo (1979, in: Robert Bloch: Out of the Mouths of Graves)
- The Living Bracelet (1979, in: Robert Bloch: Out of the Mouths of Graves)

1980
- The Night Before Christmas (1980, in: Kirby McCauley (Hrsg.): Dark Forces)
  - Deutsch: Stille Nacht, grausame Nacht. In: Kirby McCauley (Hrsg.): Stille Nacht, grausame Nacht. Moewig Phantastica #1816, 1985, ISBN 3-8118-1816-3. Auch als: Der Weihnachtsabend. In: Isaac Asimov, Martin H. Greenberg und Charles G. Waugh (Hrsg.): Unheilige Nacht. Goldmann Schock #8077, 1990, ISBN 3-442-08077-0.
- The Rubber Room (1980, in: Ramsey Campbell (Hrsg.): New Terrors 2)
  - Deutsch: In der Gummizelle. In: Christian Dörge (Hrsg.): Engel der Finsternis. Apex, 2018, ISBN 978-3-7467-6981-3.

1983
- Bill (1983, in: Robert Bloch: The Twilight Zone: The Movie)
- Bloom (1983, in: Robert Bloch: The Twilight Zone: The Movie)
- Helen (1983, in: Robert Bloch: The Twilight Zone: The Movie)
- Valentine (1983, in: Robert Bloch: The Twilight Zone: The Movie)
- The Shrink and the Mink (1983)
  - Deutsch: Psycho und Nymph. In: Peter Haining (Hrsg.): Scheibenwahn. Heyne SF&F #9037, 1999, ISBN 3-453-15602-1. Auch als: Psycho und Nympho. In: Peter Haining (Hrsg.): Scheibenwahn. Heyne SF&F #9037, 1999, ISBN 3-453-15602-1.

1984
- Everybody Needs a Little Love (1984, in: J. N. Williamson (Hrsg.): Masques)
- Pumpkin (in: Rod Serling’s The Twilight Zone Magazine, November-Dezember 1984)
- The Undead: The Book Sail, 16th Anniversary Catalogue (1984)

1985
- Nocturne (1985, in: Charles L. Grant (Hrsg.): The First Chronicles of Greystone Bay)

1986
- Pranks (1986, in: Alan Ryan (Hrsg.): Halloween Horrors)
- Reaper (1986, in: Dennis Etchison (Hrsg.): Cutting Edge)
- The Chaney Legacy (in: Night Cry, Fall 1986)
- The Yougoslaves (in: Night Cry, Spring 1986)

1987
- Comeback (1987, in: Robert Bloch: Midnight Pleasures)
- Die – Nasty (1987, in: Robert Bloch: Midnight Pleasures)
- The New Season (1987, in: J. N. Williamson (Hrsg.): Masques II)
- Heir Apparent (1987, in: Andre Norton (Hrsg.): Tales of the Witch World)
- Indian Sign (in: Pulse Pounding Adventure Stories, #2 Dezember 1987)
- ’Til Death Do Us Part (1987, in: Robert Bloch: Final Reckonings)

1989
- Horror Scope (1989, in: Robert Bloch: Fear and Trembling)
- Täglich frische Blumen. In: Almut Gaugler (Hrsg.): Nervenkitzel. Deutscher Bücherbund #1733, 1989.

1990
- When the Black Lotus Blooms (Quote from „Black Lotus“) (1990, in: Elizabeth A. Saunders (Hrsg.): When the Black Lotus Blooms)

1991
- The Bedposts of Life (in: Weird Tales, Summer 1991)
- Beetles Teleplay (in: Weird Tales, Spring 1991)
- The Creative Urge (in: Weird Tales, Fall 1991)
- The Grab Bag (in: Weird Tales, Spring 1991; mit Henry Kuttner)

1993
- The Legacy (1993, in: Peter Haining (Hrsg.): The Television Late Night Horror Omnibus)
- It Takes One to Know One (1993, in: Robert Bloch: Monsters in Our Midst)
- Death Is a Vampire (1993, in: Robert Weinberg, Stefan Dziemianowicz und Martin H. Greenberg (Hrsg.): Tough Guys & Dangerous Dames)

1994
- The Scent of Vinegar (1994, in: Edward E. Kramer (Hrsg.): Dark Destiny)

1995
- None Are So Blind (1995, in: Richard Gilliam, Wendy Webb, Edward E. Kramer und Martin H. Greenberg (Hrsg.): More Phobias: Stories of Unparalleled Paranoia)

1997
- The Clown at Midnight (1997, in: Robert Bloch: Robert Bloch: Appreciations of the Master)
- I Do Not Love Thee, Dr. Fell (1997, in: Robert Bloch: Robert Bloch: Appreciations of the Master)
- Scenes from a Screenplay: Earthman’s Burden (1997, in: Robert Bloch: Robert Bloch: Appreciations of the Master)

1998
- The Bottomless Pool (1998, in: Robert Bloch: Flowers From the Moon and Other Lunacies; mit Ralph Milne Farley)
- The Man Who Told the Truth (1998, in: Robert Bloch: Flowers From the Moon and Other Lunacies; mit Jim Kjelgaard)

1999
- The Devil With You (1999, in: Robert Bloch: The Devil With You!)
- C.O.D. — Corpse on Delivery (1999, in: William F. Nolan und William Schafer (Hrsg.): California Sorcery)

2000
- Once a Sucker (2000, in: Robert Bloch: The Lost Bloch, Volume Two: Hell on Earth)

2002
- The Finger Necklace (2002, in: Robert Bloch: The Lost Bloch, Volume Three: Crimes and Punishments)
- It’s Your Own Funeral (2002, in: Robert Bloch: The Lost Bloch, Volume Three: Crimes and Punishments)
- The Noose Hangs High (2002, in: Robert Bloch: The Lost Bloch, Volume Three: Crimes and Punishments)
- The Shambles of Ed Gein (2002, in: Robert Bloch: The Lost Bloch, Volume Three: Crimes and Punishments)

2006
- Maternal Instinct (2006, in: John Mason Skipp (Hrsg.): Mondo Zombie)

2009
- Conversations with the Weird Tales Circle (2009)

## Anthologien
- Bloch and Bradbury (1969; auch: Fever Dream: and other Fantasies, 1970; mit Kurt Singer und Ray Bradbury)
  - Deutsch: Der Besucher aus dem Dunkel. Übersetzt von Walter Brumm. Heyne Allgemeine Reihe #935, 1972.
- Psycho-Paths (1991)
- Monsters in Our Midst (1993)
- Robert Bloch’s Psychos (1997)

## Sachliteratur
- The Science Fiction Novel: Imagination and Social Criticism (1959; mit C. M. Kornbluth, Basil Davenport, Robert A. Heinlein und Alfred Bester)
- The Eighth Stage of Fandom: Selections From 25 Years of Fan Writing (1962)
- Once Around the Bloch: An Unauthorized Autobiography (1993)